# José Pacheco (cestista)
José Manuel Pacheco, conosciuto anche come Joe Pacheco (New York, 29 giugno 1948 – Binghamton, 19 marzo 2015), è stato un cestista statunitense con cittadinanza portoricana.

## Carriera
Venne reclutato da Don Ormrod, della University of New Haven, dove giocò dal 1966 al 1970. Nel 1985 è stato introdotto nella hall of fame dell'università.
Con Porto Rico ha partecipato ai Campionati del mondo del 1974, segnando 8 punti in 7 partite.